# Prakash Reddy
G. Prakash Reddy er en indisk antropolog der omkring 1990 var på feltarbejde i Danmark.
Reddys iagttagelser under opholdet i landsbyen Hvilsager i Østjylland har været basis for flere udgivelser:
Arbejdspapiret Research processen in cross-cultural context : an indian anthropologist looks at a Danish village community fra 1990,
og bogen Sådan er danskerne! : en indisk antropologs perspektiv på det danske samfund, der udkom i 1991 på forlaget Grevas.
Den udkom også på engelsk som Danes are like that! : perspectives of an Indian anthropologist on the Danish society.
I 1997 udgav han "Har du været på højskole?" : en indisk antropolog ser på et mini-Danmark
og i 1998 Danske dilemmaer
samt Danish dilemmas : perspectives of an Indian anthropologist on values in Danish society.
Derudover er hans bidrag at finde i Foreningslivet i Danmark : nye vilkår i en zappertid og Danskere : 17 tanker om danskere og danskheden.
Reddy er ikke den eneste udenlandske antropolog der har været på feltarbejde i Danmark: Den britiske antropolog Richard Jenkins boede et år i Skive og udgav i 2014 At være dansk. Identitet i hverdagslivet.